# Крка (футбольний клуб)
ФК «Крка» Ново Место (словен. Nogometni Klub Krka Novo mesto) — словенський футбольний клуб з міста Ново Место, заснований у 1922 році. Виступає у Другій лізі. Домашні матчі приймає на стадіоні «Портовал», місткістю 1 500 глядачів.

## Досягнення
- Словенська друга ліга
  - Переможець: 1992
  - Срібний призер: 2021
  - Бронзовий призер: 2013
- Словенська третя ліга
  - Переможець: 1997, 2007, 2012.